# Roderick Haig-Brown Park
Roderick Haig-Brown Park är en park i Kanada.   Den ligger i provinsen British Columbia, i den södra delen av landet, 3 300 km väster om huvudstaden Ottawa. Roderick Haig-Brown Park ligger 570 meter över havet.
Terrängen runt Roderick Haig-Brown Park är varierad. Runt Roderick Haig-Brown Park är det mycket glesbefolkat, med 3 invånare per kvadratkilometer.. Närmaste större samhälle är Chase, 12,5 km sydväst om Roderick Haig-Brown Park.
I omgivningarna runt Roderick Haig-Brown Park växer i huvudsak barrskog.